# Fujino Ōmori
Fujino Ōmori (大森藤ノ?, Ōmori Fujino; ...) è un fumettista giapponese.
È noto principalmente per aver scritto DanMachi - È sbagliato cercare di incontrare ragazze in un Dungeon? (ダンジョンに出会いを求めるのは間違っているだろうか?, Danjon ni deai o motomeru no wa machigatte iru darō ka). La sua età è sconosciuta, ma il fumettista scrive, nella postfazione del 14° volume della light novel di DanMachi, pubblicata il 15 dicembre 2018, di avere meno di 30 anni.

## Carriera
All'inizio del 2013, Fujino Ōmori ha iniziato a pubblicare la sua prima light novel, DanMachi, che è stata presentata con il titolo Familia Myth al 4° GA Bunko Award, in cui ha vinto e grazie a cui Ōmori ha ricevuto un'offerta per farla pubblicare dalla Bunko. La serie è attualmente in corso e a dicembre 2024 ha raggiunto i 20 volumi pubblicati.  Dalla serie sono derivati anche diversi spin-off, il più importante dei quali, arrivato a 15 volumi nel gennaio del 2025, ha il titolo di Sword Oratoria e si svolge parallelamente alla serie madre, concentrandosi sulle vicende della Famiglia Loki. A partire dal volume 20 della serie principale e dal 15 della serie spin-off, tuttavia, la trama delle due serie si interseca, andando, così, a coprire gli stessi eventi seppur continuando a narrarli da due prospettive diverse. La serie ha anche ricevuto diversi adattamenti manga e anche vari adattamenti anime. Nel 2017 è anche stato pubblicato un videogioco per dispositivi mobili, chiamato Danmachi: Memoria Freese.
Nel dicembre 2020, Ōmori ha pubblicato un nuovo manga, intitolato Tsue to tsurugi no Wistoria e disegnato da Toshi Aoi, sulla rivista Bessatsu Shōnen Magazine di Kōdansha.

## Opere
- DanMachi - È sbagliato cercare di incontrare ragazze in un Dungeon? (ダンジョンに出会いを求めるのは間違っているだろうか?, Danjon ni deai o motomeru no wa machigatte iru darō ka) (illustrata da Suzuhito Yasuda e pubblicata da GA Bunko, 2013 –)

- DanMachi: Sword Oratoria (ダンジョンに出会いを求めるのは間違っているだろうか外伝 ソード・オラトリア?, Danjon ni deai o motomeru no wa machigatte iru darō ka gaiden: Sōdo Oratoria) (illustrata da Kiyotaka Haimura e pubblicata da GA Bunsko, 2014–)

- Dungeon ni deai wo motomeru no wa machigatteiru darou ka: Familia Chronicle (ダンジョンに出会いを求めるのは間違っているだろうか ファミリアクロニクル?) (illustrata da Niritsu e pubblicata sempre da GA Bunko, 2017–)

- Wistoria: Wand and Sword (杖と剣のウィストリア?, Tsue to tsurugi no uisutoria) (disegnato da Toshi Aoi, pubblicato da Kōdansha e serializzato su Bessatsu Shōnen Magazine, 2020 –)